# Loi de Tate
La loi de Tate est une loi permettant de calculer la masse d'une goutte sortant d'un compte-goutte. Cette loi a été énoncée en 1864 par Tate.
Cette loi s'exprime par :
{\displaystyle \qquad m={\frac {\gamma kR}{g}}}
où
- {\displaystyle m} est la masse de la goutte ;
- {\displaystyle \gamma } est la tension superficielle du liquide ;
- {\displaystyle R} est le rayon de l'orifice du compte-goutte ;
- {\displaystyle g} est l'intensité de la pesanteur ;
- {\displaystyle k} est le coefficient de forme du compte-goutte (coefficient numérique).

## Interprétation
Lorsque la goutte est suspendue à l'orifice du compte-goutte,
son poids 
{\displaystyle P=mg}
est compensé par la tension de surface qui s'exerce sur le périmètre de l'orifice.
Le poids maximal susceptible de demeurer suspendu est donc :
{\displaystyle P_{\text{max}}=2\pi R\gamma }
La comparaison de ces deux expressions fournit la loi de Tate.
La valeur de la constante numérique {\displaystyle k} 
résulte de divers paramètres, notamment :
- le rayon de courbure du bord de l'orifice ;
- le rapport entre le rayon de l'orifice et celui d'une goutte sur le point de se détacher.

## Utilisations
La loi de Tate est utilisée pour déterminer la tension superficielle des liquides. On parle alors de stalagmométrie. Le mode opératoire est le suivant :
- on pèse un certain nombre de gouttes d'un liquide dont la tension superficielle est connue {\displaystyle \gamma _{0}}, on en déduit la masse {\displaystyle m_{0}} d'une goutte ;
- on recommence avec le liquide à étudier et on détermine la masse m d'une goutte.
- la tension de surface {\displaystyle \gamma } du liquide à étudier est calculée avec la formule :

{\displaystyle \gamma =\gamma _{0}{\frac {m}{m_{0}}}}
Du point de vue mise en œuvre cette technique est simple mais ses applications sont peu nombreuses : liquides purs ou solutions sans tensioactifs. Cette technique permet aussi de déterminer la concentration eau / alcool car la tension de surface varie avec les proportions de mélange. 